# Huancacarpa Alto
Huancacarpa Alto es un caserío peruano ubicado en el distrito de Huancabamba, perteneciente a la provincia homónima del departamento de Piura, al norte del Perú. 

## Ubicación
Huancacarpa Alto se ubica al noroeste de la provincia de Huancabamba, en el distrito de Huancabamba, en el departamento de Piura.

## Demografía
En 2017 Huancacarpa Alto tenía una población de 390 habitantes.
| Gráfica de evolución demográfica de Huancacarpa Alto entre 1993 y 2017 |
|                                                                        |
| Fuentes: Población 1993 y 2017                                         |